# Martuskerk
De Martuskerk is een protestants kerkgebouw aan de Copernicusstraat 18 te Amersfoort. De kerk is gelegen in het Leusderkwartier.
Het gebouw is in gebruik bij de Gereformeerde Kerken vrijgemaakt en een van de zes kerken van dit genootschap in Amersfoort. Deze kerk, onder architectuur van A. van Overhagen, werd in 1962 ingewijd. Het is een bakstenen gebouw in modernistische stijl. In baksteenreliëf werden enkele oudtestamentische figuren uitgebeeld op de buitengevel. Verder is het een wat onopvallend gebouw met platte daken en enkele bijgebouwen. Enkele wandkleden sieren het interieur van deze – overigens sobere – zaalkerk, welke een rechthoekige plattegrond heeft. Ook is er een orgel waarvan de oorsprong niet geheel bekend is, maar dat in 1964 nog werd uitgebreid.
In 2004 werd ook het kerkgebouw verbouwd en uitgebreid.

## Gemeente
De gemeente telt (anno 2015) ongeveer 250 leden, voornamelijk uit Amersfoort-Zuid en Woudenberg.